# Abdoulaye Maïga
Abdoulaye Youssouf Maïga (Bamako, 20 dicembre 1988) è un ex calciatore maliano, di ruolo difensore.